# Sueno's Stone
La pierre de Sueno (Sueno's Stone) est une pierre debout picto-écossaise située à la limite nord-est de la ville de Forres, en Écosse. 

## Description
C'est la plus grande pierre picte subsistante de ce type en Écosse et a probablement été sculptée par les Pictes pour commémorer une bataille contre les envahisseurs nordiques. La pierre est dénommée du patronyme de Sven Ier de Danemark. 
Elle est située au bord d'une section actuellement isolée de l'ancienne route vers Findhorn. 
La description la plus standard de la pierre est formulée par Romilly Allen dans l'ouvrage Early Christian Monuments : Il s'agit d'une pierre de grès qui mesure 20 pieds de haut (6,1 mètres) et 3,9 pieds de large (1,2 mètre). Les reliefs sont gravés sur les quatre côtés de la pierre. Une croix celte est gravée sur la paroi ouest de la pierre. Une scène de bataille intense (nombreux corps décapités) est gravée sur la paroi est. Les parois nord et sud, plus fines, comportent des motifs floraux.

## Interprétations
Selon les propos d'Alexander Gordon datés de 1726, il s'agit du monument le plus majestueux en Europe. Joseph Anderson le qualifie de monument unique, le plus intéressant et le plus inexplicable au monde. L'historien Douglas Simpson dresse un parallèle avec les bas-reliefs syriens comportant d'intenses scènes militaires. L'interprétation la plus communément admise est que la pierre commémore une victoire historique du roi écossais Malcolm II face aux invasions danoises menées par Sven Ier de Danemark dit Sueno. Pour le révérend Charles Cordiner, la pierre commémore la libération de Burghead (à 8 kilomètres de là) de l'occupation danoise et qui avait mené à un accord de paix entre Malcolm II et Sueno. Selon l'historien William Forbes Skene, la pierre commémore la disparition de Sigurd Le Puissant après sa victoire sur Maelbrigte Tooth.

## Historique
Étant peu citée dans les écrits historiques avant le XVIIIe siècle, il est possible que la pierre ait été ensevelie pendant plusieurs siècles, ou déplacée.
En 1926, le ministère des travaux réajuste la position de la pierre, faisant réémerger au-dessus du niveau de la terre la base de la pierre. En 1991, une canopée de vitres et de métal est installée autour de la pierre pour sa conservation. En 2016, des vandales brisent trois des vitres qui protègent la pierre, qui, elle, reste intacte.